# Condición de Kutta
La condición de Kutta es un principio de la dinámica de fluidos de flujo continuo, especialmente de la aerodinámica, aplicable a cuerpos sólidos con esquinas afiladas, como los  bordes de salida de los  perfiles aerodinámicos. Debe su nombre al matemático y aerodinamista alemán Martin Kutta.

Kuethe y Schetzer enuncian la condición de Kutta de la siguiente manera:: § 4.11 
Un cuerpo con un borde de salida afilado que se mueve a través de un fluido creará a su alrededor una circulación de fuerza suficiente para mantener el punto de estancamiento posterior en el borde de salida.
.
En el flujo de fluidos alrededor de un cuerpo con una esquina aguda, la condición de Kutta se refiere al patrón de flujo en el que el fluido se aproxima a la esquina desde arriba y desde abajo, se encuentra en la esquina y luego fluye alejándose del cuerpo. Ningún fluido fluye alrededor de la esquina aguda.
La condición de Kutta es significativa cuando se utiliza el Teorema de Kutta-Yukovski para calcular la sustentación creada por un perfil aerodinámico con un borde de salida afilado. El valor de circulación del flujo alrededor del perfil aerodinámico debe ser aquel valor que haga que exista la condición de Kutta.

## La condición de Kutta aplicada a perfiles aerodinámicos
.

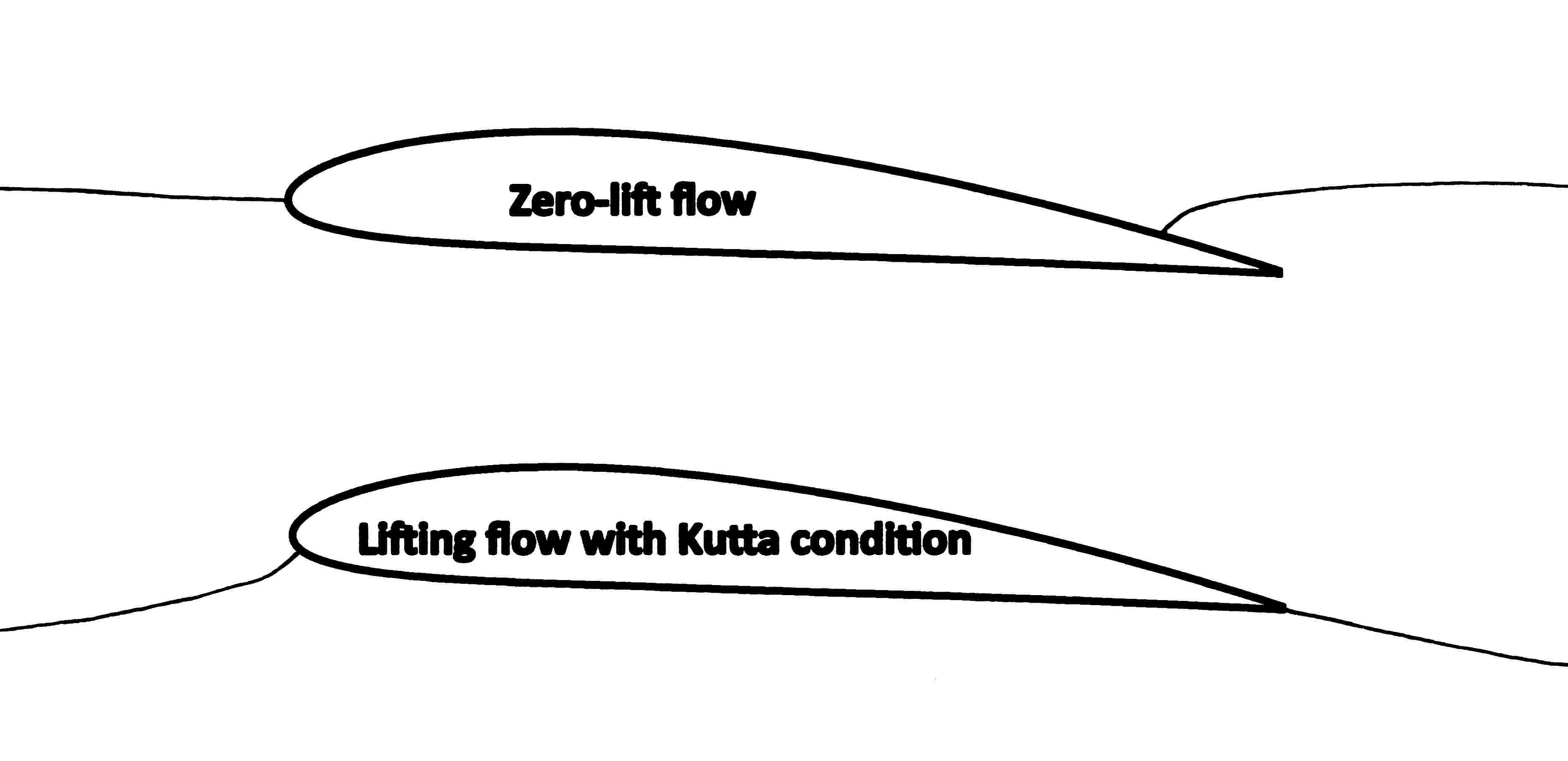
Figura superior: Patrón de flujo de circulación cero alrededor de un perfil aerodinámico.
Figura inferior: Patrón de flujo con circulación consistente con la condición de Kutta, en el que tanto el flujo superior como el inferior abandonan el borde de salida suavemente

Aplicando el flujo potencial en 2-D, si un perfil aerodinámico con un borde de salida afilado comienza a moverse con un ángulo de ataque a través del aire, los dos puntos de estancamiento se sitúan inicialmente en la parte inferior cerca del borde de ataque y en la parte superior cerca del borde de salida, igual que en el cilindro. Cuando el aire que pasa por la parte inferior del perfil alcanza el borde de salida, debe fluir alrededor de éste y a lo largo de la parte superior del perfil hacia el punto de estancamiento situado en la parte superior del perfil. El flujo de vórtice se produce en el borde de fuga y, dado que el radio del borde de fuga afilado es cero, la velocidad del aire alrededor del borde de fuga debería ser infinitamente rápida. Aunque los fluidos reales no pueden moverse a velocidad infinita, pueden moverse muy rápido. La alta velocidad del aire alrededor del borde de fuga hace que actúen fuertes fuerzas viscosas sobre el aire adyacente al borde de fuga del perfil aerodinámico y el resultado es que se acumula un fuerte vórtice en la parte superior del perfil aerodinámico, cerca del borde de fuga. Cuando el perfil comienza a moverse, arrastra consigo este vórtice, conocido como vórtice de arranque. Los aerodinamistas pioneros pudieron fotografiar vórtices de arranque en líquidos para confirmar su existencia.
La vorticidad en el vórtice inicial es igualada por la vorticidad en el vórtice límite en el perfil aerodinámico, de acuerdo con el teorema de la circulación de Kelvin.: § 2.14  A medida que la vorticidad en el vórtice inicial aumenta progresivamente, la vorticidad en el vórtice límite también aumenta progresivamente y hace que el flujo sobre la parte superior del perfil aumente de velocidad. El vórtice inicial pronto se desprende del perfil aerodinámico y queda atrás, girando en el aire donde lo dejó el perfil aerodinámico. El punto de estancamiento en la parte superior del perfil se desplaza entonces hasta alcanzar el borde de salida.: § 6.2, 6.3  El vórtice inicial acaba disipándose debido a las fuerzas viscosas.
A medida que el perfil aerodinámico continúa su camino, se produce un punto de estancamiento en el borde de fuga. El flujo sobre la parte superior se ajusta a la superficie superior del perfil. El flujo sobre la parte superior y la inferior se unen en el borde de salida y abandonan el perfil en paralelo. Esto se conoce como la condición Kutta.: § 4.8 
Cuando un perfil aerodinámico se mueve con un ángulo de ataque, el vórtice inicial se ha desprendido y se ha establecido la condición Kutta, existe una circulación finita del aire alrededor del perfil aerodinámico. El perfil aerodinámico genera sustentación, y la magnitud de la sustentación viene dada por el Teorema de Kutta-Yukovski.: § 4.5 
Una de las consecuencias de la condición de Kutta es que el flujo de aire sobre la parte superior del perfil aerodinámico viaja mucho más rápido que el flujo de aire bajo la parte inferior. Un paquete de aire que se aproxima al perfil a lo largo de la línea de estancamiento se divide en dos en el punto de estancamiento, una mitad viajando sobre la parte superior y la otra mitad viajando a lo largo de la parte inferior. El flujo por la parte superior es tan rápido que el flujo por la parte inferior que estas dos mitades nunca vuelven a encontrarse. Ni siquiera vuelven a unirse en la estela mucho después de que haya pasado el perfil aerodinámico.[cita requerida] Existe una falacia popular llamada falacia de igualdad del tiempo de tránsito que afirma que las dos mitades vuelven a unirse en el borde de salida del perfil aerodinámico. Esto se considera una falacia desde el descubrimiento de Martin Kutta.
Siempre que cambia la velocidad o el ángulo de ataque de un perfil aerodinámico, comienza a formarse un vórtice inicial débil, ya sea por encima o por debajo del borde de salida. Este vórtice inicial débil hace que se restablezca la condición de Kutta para la nueva velocidad o ángulo de ataque. Como resultado, la circulación alrededor del perfil aerodinámico cambia y también lo hace la sustentación en respuesta al cambio de velocidad o ángulo de ataque.: § 4.7-4.9 
La condición de Kutta permite comprender por qué los perfiles aerodinámicos suelen tener bordes de salida afilados, aunque esto no sea deseable desde el punto de vista estructural y de fabricación.
En un flujo irrotacional, no viscoso e incompresible (flujo potencial) sobre un perfil aerodinámico, la condición de Kutta puede implementarse calculando la función de flujo sobre la superficie del perfil aerodinámico.
El mismo método de implementación de la condición de Kutta también se utiliza para resolver flujos compresibles estacionarios inviscid bidimensionales subsónicos (subcríticos) sobre perfiles aerodinámicos aislados.
La corrección viscosa para la condición de Kutta puede encontrarse en algunos de los estudios recientes.

## La condición de Kutta en aerodinámica
La condición de Kutta permite a un aerodinamista incorporar un efecto significativo de viscosidad mientras desprecia los efectos viscosos en la ecuación de conservación del momento subyacente. Es importante en el cálculo práctico de la sustentación en un ala.
Las ecuaciones de conservación de la masa y conservación del momento aplicadas a un flujo de fluido no viscoso, como un flujo potencial, alrededor de un cuerpo sólido dan lugar a un número infinito de soluciones válidas. Una forma de elegir la solución correcta sería aplicar las ecuaciones viscosas, en forma de ecuaciones de Navier-Stokes. Sin embargo, éstas normalmente no dan lugar a una solución de forma cerrada. La condición de Kutta es un método alternativo para incorporar algunos aspectos de los efectos viscosos, despreciando otros, como el arrastre por fricción superficial y otros efectos de la capa límite.
La condición puede expresarse de varias maneras. Una es que no puede haber un cambio infinito de velocidad en el borde de salida. Aunque un  fluido no viscoso puede tener cambios bruscos de velocidad, en realidad la viscosidad suaviza los cambios bruscos de velocidad. Si el borde de salida tiene un ángulo distinto de cero, la velocidad del flujo allí debe ser cero. Sin embargo, en un borde de salida cuspídeo, la velocidad puede ser distinta de cero, aunque debe seguir siendo idéntica por encima y por debajo del perfil aerodinámico. Otra formulación es que la presión debe ser continua en el borde de salida.
La condición de Kutta no se aplica al flujo no permanente. Las observaciones experimentales muestran que el punto de estancamiento (uno de los dos puntos de la superficie de un perfil aerodinámico donde la velocidad del flujo es cero) comienza en la superficie superior de un perfil aerodinámico (suponiendo un ángulo de ataque efectivo positivo) cuando el flujo se acelera desde cero, y se desplaza hacia atrás a medida que el flujo se acelera. Una vez que los efectos transitorios iniciales se han extinguido, el punto de estancamiento se encuentra en el borde de salida, tal como exige la condición de Kutta.
Matemáticamente, la condición de Kutta impone una elección específica entre los infinitos valores permitidos de circulación.